# Gustaf Berndes

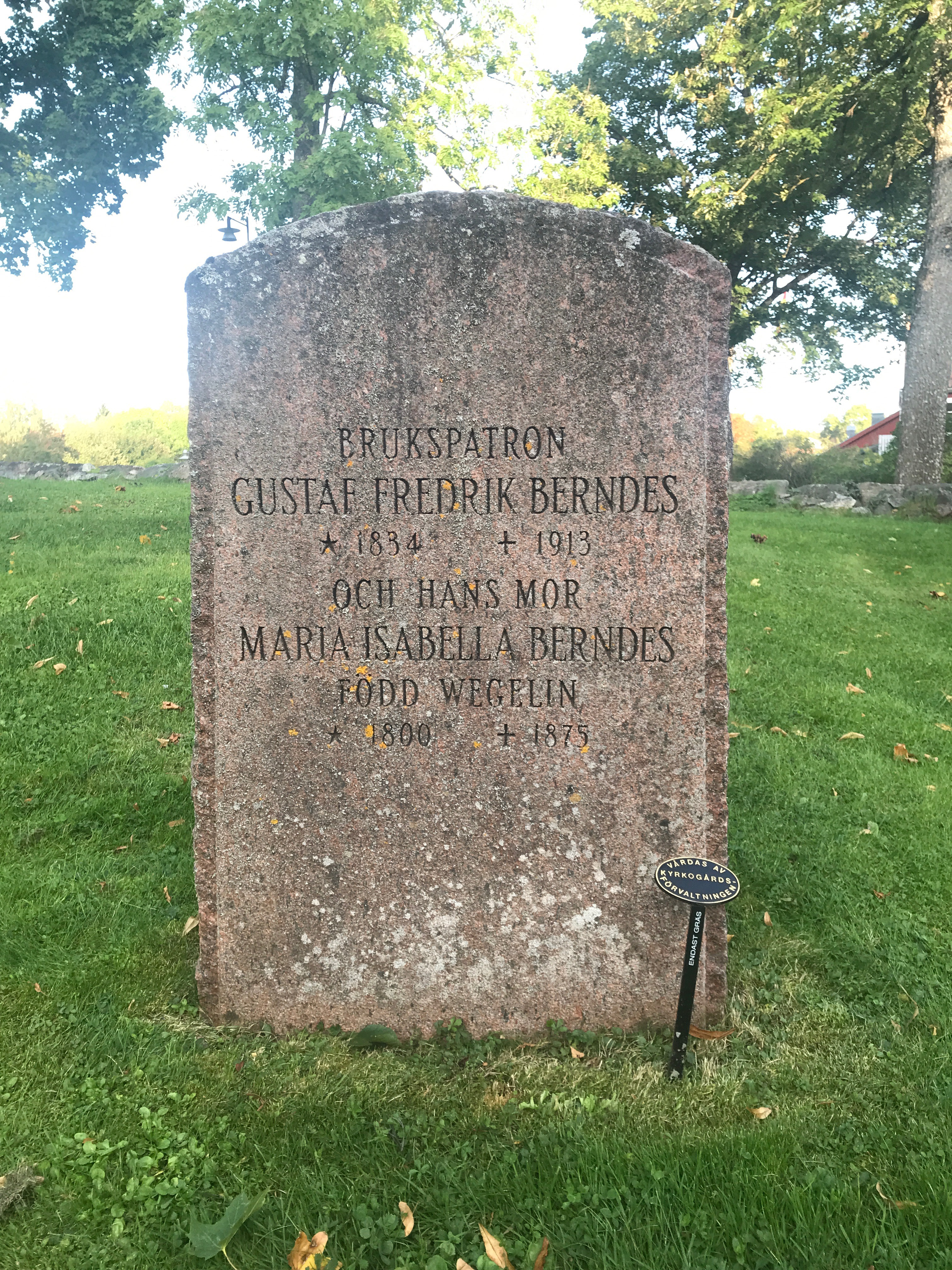
Berndes gravvård på Järfälla kyrkogård.

Gustaf Fredrik Berndes, född 25 januari 1834 i Adolf Fredriks församling, Stockholm, död 28 februari 1913 i Järfälla församling, Stockholms län, var en svensk bruksägare och politiker.
Berndes blev student vid Uppsala universitet 1852 och avlade bergsexamen där 1856. Han var elev vid Falu bergsskola 1857–1858, stipendiat på Jernkontorets metallurgiska stat 1859–1871, disponent vid Ljusne järnverk 1871–1886 och godsägare från 1886. Han var ordinarie fullmäktig i Jernkontoret 1893–1910, ledamot av styrelsen för Kungliga Tekniska högskolan från 1896 och ledamot av kommittén angående ändringar i grufvestadgan 1891. Han var även verksam som kommunalman.
Berndes var ledamot av andra kammaren i Sveriges riksdag 1888–1890 för Stockholms stads valkrets samt 1896–1902 för Södra Roslags domsagas valkrets. I riksdagen skrev han fyra egna motioner om bland annat om fastighetsrättsliga problem samt bestämmelserna rörande kungsådra. 
Gustaf Fredrik Berndes far Fredrik Anton Berndes inköpte år 1865 Molnsättra gård i Järfälla socken och han ägde gården till sin döds 1871. Vid arvskiftet föll Molnsättra på hans änkas lott, Maria Isabella Berndes, född Weggelin, Hon överlät emellertid gården på sin son brukspatronen Gustaf Fredrik Berndes genom ett gåvobrev 28 mars 1873.
Gustaf Berndes var son till bergsrådet Fredrik Anton Berndes och brorson till Johan Bernhard Berndes.Han var far till Eleonor Lilliehöök, född Berndes.